# Langues au Kazakhstan
 (décembre 2021).
La mise en forme du texte ne suit pas les recommandations de Wikipédia : il faut le « wikifier ».
Les points d'amélioration suivants sont les cas les plus fréquents. Le détail des points à revoir est peut-être précisé sur la page de discussion.
- Les titres sont pré-formatés par le logiciel. Ils ne sont ni en capitales, ni en gras.
- Le texte ne doit pas être écrit en capitales (les noms de famille non plus), ni en gras, ni en italique, ni en « petit »…
- Le gras n'est utilisé que pour surligner le titre de l'article dans l'introduction, une seule fois.
- L'italique est rarement utilisé : mots en langue étrangère, titres d'œuvres, noms de bateaux, etc.
- Les citations ne sont pas en italique mais en corps de texte normal. Elles sont entourées par des guillemets français : « et ».
- Les listes à puces sont à éviter, des paragraphes rédigés étant largement préférés. Les tableaux sont à réserver à la présentation de données structurées (résultats, etc.).
- Les appels de note de bas de page (petits chiffres en exposant, introduits par l'outil «  Source ») sont à placer entre la fin de phrase et le point final[comme ça].
- Les liens internes (vers d'autres articles de Wikipédia) sont à choisir avec parcimonie. Créez des liens vers des articles approfondissant le sujet. Les termes génériques sans rapport avec le sujet sont à éviter, ainsi que les répétitions de liens vers un même terme.
- Les liens externes sont à placer uniquement dans une section « Liens externes », à la fin de l'article. Ces liens sont à choisir avec parcimonie suivant les règles définies. Si un lien sert de source à l'article, son insertion dans le texte est à faire par les notes de bas de page.
- La présentation des références doit suivre les conventions bibliographiques. Il est recommandé d'utiliser les modèles {{Ouvrage}}, {{Chapitre}}, {{Article}}, {{Lien web}} et/ou {{Bibliographie}}. Le mode d'édition visuel peut mettre en forme automatiquement les références.
- Insérer une infobox (cadre d'informations à droite) n'est pas obligatoire pour parachever la mise en page.

Pour une aide détaillée, merci de consulter Aide:Wikification.
Si vous pensez que ces points ont été résolus, vous pouvez retirer ce bandeau et améliorer la mise en forme d'un autre article.
Les langues au Kazakhstan sont majoritairement le kazakh et le russe, les deux langues officielles du pays. La pratique du kazakh a significativement augmenté depuis l'indépendance de 1991, notamment dans l'enseignement. Vers les années 2010, la compréhension du russe reste cependant 20% supérieure à celle du kazakh, et le russe est surreprésenté sur l'internet kazakhstanais. Plusieurs langues étrangères sont également parlées par des minorités (ouzbek, turkmène, etc.), et d'autres enseignées à l'université (l'anglais et, dans une moindre mesure, le chinois).

## Langues officielles
Le Kazakhstan dispose de deux langues officielles : le kazakh et le russe.
Il faut savoir parler et lire le kazakh pour être député ou accéder à un emploi dans l'administration.
Le russe est la langue la plus utilisée dans le nord, où est concentrée l'essentiel de la population slave.
Le russe est resté la langue véhiculaire entre les différentes ethnies, et cette langue est toujours présente dans les médias. D'un point de vue migratoire, le russe est très important pour circuler dans la Communauté des États indépendants.

## Histoire

### Evolution de la pratique depuis 1991
Depuis l’indépendance en 1991, les Kazakhs sont redevenus majoritaires dans leur pays en 2001 devant les Russes autrefois les plus nombreux ; ainsi, entre 1999 et 2009, les Russes sont passés de 30 % de la population du pays à 24 % (ils étaient même 46 % en 1996), alors que les Kazakhs sont passés de 53 % à 63 % (ils n'étaient même que 36 % avant l’indépendance, après un minimum de 29 % en 1962). 
La compréhension orale du russe est passée de 95 % à 94 % entre 1999 et 2009, alors que celle du kazakh est passé de 64 % à 74 %.
Dans l'enseignement, à l'indépendance, deux tiers des écoles enseignaient en russe contre un tiers en kazakh, alors qu'en 2013 ce rapport s'est inversé.

### Langues minoritaires
Il y a d'autres langues minoritaires, comme l'ouzbek, le turkmène, le kirghiz, le tatar et l'ukrainien. Les citoyens d'origine allemande, qui constituent 1,1 % de la population du pays en 2009 (contre 2,4 % en 1999), et qui furent déportés sous Staline après 1944, parlent le russe, l'allemand étant très rarement pratiqué (seulement 17 % d'entre eux ont gardé leur langue maternelle allemande). D'autres petits groupes ethniques, isolés de leurs pays d'origines, comme les Biélorusses, les Koryo-sarams, les Moldaves et les Baltes parlent le russe.
Il y a aussi un grand nombre de Coréens au Kazakhstan, mais seuls un petit nombre parle le Coréen, les plus jeunes parlent tous russe.[réf. nécessaire]
Dans les grandes villes, l'anglais devient une langue enseignée très importante d'un point de vue universitaire, et dans une moindre mesure, le chinois (mandarin).

## Écriture
L'alphabet latin sera adopté à l'horizon 2025 pour écrire le kazakh, en remplacement de l'alphabet cyrillique.